# Štefan Tiso
Štefan Tiso (18 de outubro de 1897, Bytča – 28 de março de 1959) foi um advogado e presidente do Supremo Tribunal da República Eslovaca, que entre 1939 e 1945 foi um estado fantoche da Alemanha nazista. Era primo de Jozef Tiso, o Presidente da República.
Tornou-se primeiro-ministro (substituindo Vojtech Tuka), Ministro das Relações Exteriores (substituindo também Vojtech Tuka) e Ministro da Justiça (substituindo Gejza Fritz) da República Eslovaca. Na última posição, em 1944, pressionou para as sentenças de morte contra líderes pró-aliados no Conselho Nacional Eslovaco.
Em um julgamento pós-guerra, Štefan Tiso foi condenado à prisão.